# Lycée Goethe
Le lycée Goethe (en allemand : Goethe-Gymnasium) est un Gymnasium de Francfort-sur-le-Main. L’école est fondée en 1897 et elle porte le nom de Johann Wolfgang von Goethe (1749–1832). Elle est avec le lycée Lessing l’une des plus vieilles écoles de Francfort-sur-le-Main. Le lycée Goethe compte environ 1 000 élèves.
Il y a une grande offre de langues étrangères entre anglais, français, latin, russe et japonais. On peut choisir japonais en tant que troisième langue étrangère et le passer comme épreuve dans l’Abitur.
Il y a des cours bilingues par exemple en histoire, géographie, biologie et sciences sociales.
L’établissement est un lycée avec point fort en musique.

## Histoire
À la fin du XIXe siècle le nombre des habitants de Francfort-sur-le-Main s'accroît très vite. C’est pourquoi le nombre des élèves de la Städtisches Gymnasium augmente aussi, fondée en 1520 en tant qu’école latine.
En 1897 le Städtisches Gymnasium est partagé en deux écoles : le Lessing-Gymnasium et le Goethe-Gymnasium.
Durant la Seconde Guerre mondiale le bâtiment de l’école est gravement endommagé.
En 1969 l’école a été la première en Hesse et l’une des premières écoles en Allemagne qui a établi des cours bilingues en tant que projet pilote.